# Maxillaria gracilis
Maxillaria gracilis, the Delicate Maxillaria, là một loài lan bản địa của miền đông và miền nam Brasil.

## Synonyms
- Bletia humilis Link & Otto
- Maxillaria punctata Lodd.
- Maxillaria penduliflora Fenzl
- Maxillaria queirogana Barb.Rodr.
- Maxillaria gracilis var. punctata (Lodd.) Cogn.
- Maxillaria gracilis var. angustifolia Hoehne
- Maxillaria gracilis var. intermedia Hoehne
- Maxillaria gracilis var. macrantha Hoehne
- Maxillaria gracilis var. minor Hoehne
- Maxillaria gracilis var. queirogana (Barb.Rodr.) Hoehne
- Brasiliorchis gracilis (Lodd.) R.B.Singer, S.Koehler & Carnevali